# Georg Hartsesser

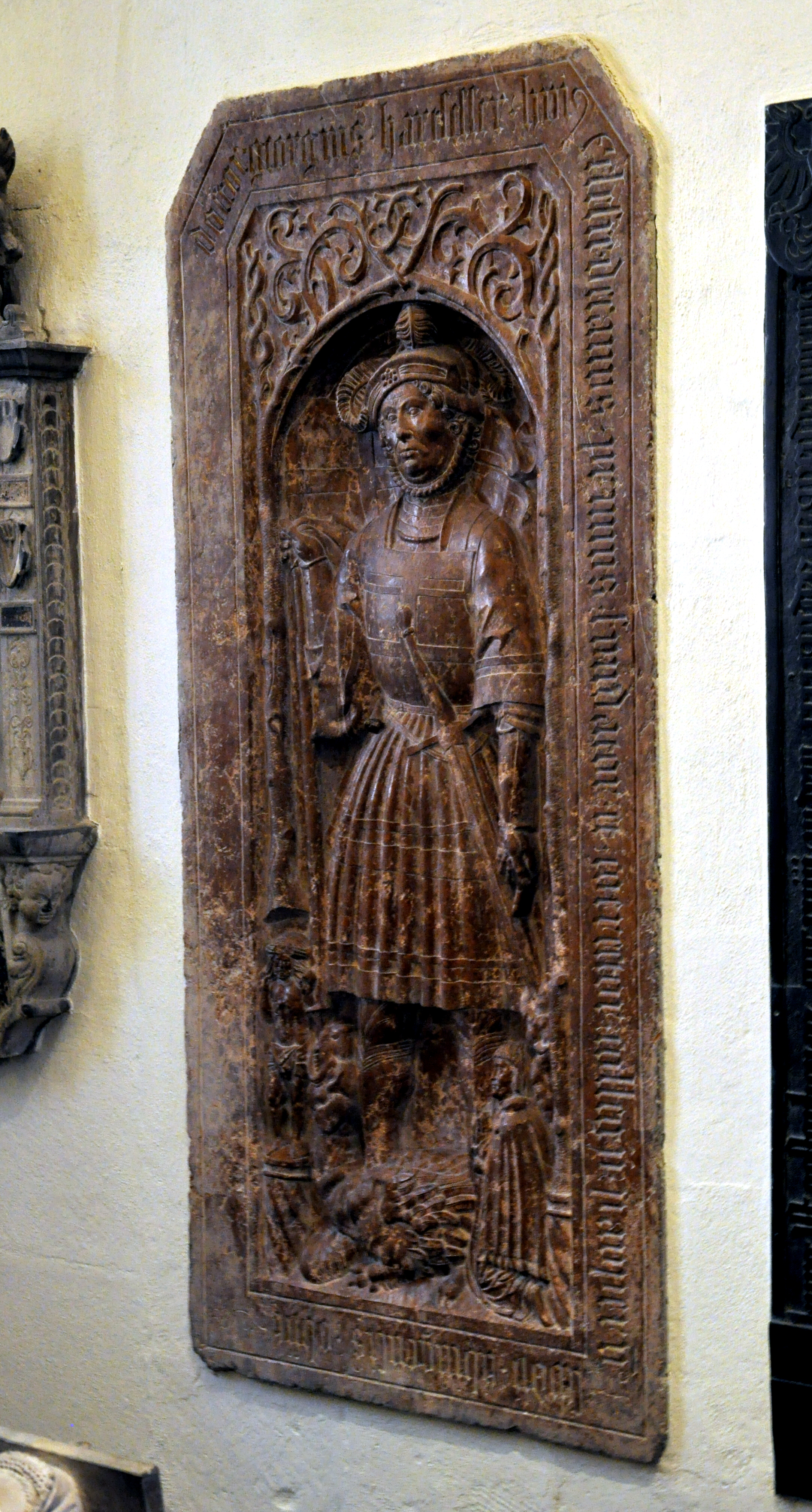
Epitaph des Stiftsdekans Georg Hartsesser in der Stifterkapelle der Stuttgarter Stiftskirche. Relief St. Georg als Ritter, vermutlich schon vor 1518 angefertigt

Georg Hartsesser (* um 1445/1448 in Waiblingen; † Ende Februar/Anfang März 1518 in Stuttgart; auch Harzesser), Doktor des Kirchenrechts (doctor decretorum), war ein deutscher Jurist und Kleriker, Hochschullehrer in Freiburg im Breisgau und Tübingen, württembergischer Rat sowie Chorherr und erster Dekan am Heilig-Kreuz-Stift in Stuttgart. Das von ihm gestiftete Stipendium Martinianum ist eines der wenigen Beispiele einer Studienförderung über 500 Jahre.

## Leben
Georg Hartsessers familiärer Hintergrund liegt bisher im Dunkeln. Seinen Herkunftsort Waiblingen benennt er selbst, als er sich nach dem Besuch einer Lateinschule, möglicherweise in Schorndorf, zum Beginn des Sommersemesters 1461, am 11. April, in die Matrikel der Universität Freiburg im Breisgau einschreiben ließ. Nach dem Erwerb der Magisterwürde an der Freiburger Artistenfakultät am 28. Dezember 1465 gehörte er zu den Lehrern an dieser Fakultät bis zu seinem Wechsel an die neugegründete Universität in Tübingen. Hier ließ er sich für das erste Semester 1477/1478 in die Matrikeln der Universität und Artistenfakultät eintragen und wurde sogleich bei den Artisten Mitglied des Fakultätsrates. Daneben studierte er Rechtswissenschaft, denn bei der Wahl zum Rektor der Universität für das Sommersemester 1482 wird er als Doktor des Kirchenrechts bezeichnet. Da die Universität wegen einer Pestepidemie an mehrere Orte verlegt werden musste, wurde sein Rektorat für das folgende Wintersemester verlängert.
Nach dem Tod des Propstkanzlers der Universität Johannes Tegen am 30. September 1482 wurde der doctor decretorum Johannes Vergenhans alias Nauclerus, der erste Rektor der Tübinger Universität, zu seinem Nachfolger gewählt und musste sein bisheriges Lehramt an der Juristenfakultät aufgeben. Somit wurde Hartsesser als nunmehr höchstrangiger Kirchenrechtslehrer an dieser Fakultät dessen Nachfolger als Ordinarius für Kirchenrecht. Kaum zwei Jahre später, noch 1484, entschied sich Hartsesser für den Kirchendienst und wechselte von der Universität auf ein Kanonikat an dem zu jener Zeit bedeutendsten württembergischen Stift, dem Heilig-Kreuz-Stift in Stuttgart, dessen erster Dekan er 1490 wurde. Dieses Dekanat, ein für disziplinarische und seelsorgerische Aufgaben im Stift errichtetes Amt, hatte er bis zu seinem Tod Ende Februar oder Anfang März 1518 inne. Sein nicht bekanntes Todesdatum kann aus dem überlieferten Begräbnisdatum, dem 5. März 1518, abgeleitet werden. Seine noch erhaltene Grabplatte aus rotem Marmor in der Stiftskirche in Stuttgart zeigt ihn in einer Reliefdarstellung in der rechten unteren Ecke.
Ein besonderes Denkmal setzte er sich mit dem 1509 gemeinsam mit dem Tübinger Theologen Martin Plantsch (ca. 1460–1533) für arme Schüler errichteten und 1516 von der Universität Tübingen genehmigten Stipendium Martinianum (Collegium Sanctorum Georgii et Martini), das in veränderter Form noch heute besteht.